# Thunderbolt (Georgia)
Thunderbolt – miasto w Stanach Zjednoczonych, w stanie Georgia, w hrabstwie Chatham.